# 국도 제18호선 (핀란드)
국도 제18호선(핀란드어: Valtatie 18, 스웨덴어: Riksväg 18)은 핀란드의 1급 국도로, 바사에서 이위배스퀼래까지 연결되며 총 연장은 269km이다. 접촉하고 있는 도로는 국도 3호선과 9호선이 있다.